# Station Rugeley Trent Valley
Rugeley Trent Valley is een spoorwegstation van National Rail in Rugeley, Lichfield in Engeland. Het station is eigendom van Network Rail en wordt beheerd door West Midland Trains. 